# Јамајка на Светском првенству у атлетици у дворани 2022.
Јамајка је учествовала на 18. Светском првенству у атлетици у дворани 2022. одржаном у Београду од 18. до 20. марта осамнаести пут, односно, учествовала је на свим првенствима до данас. Репрезентацију Јамајке представљало је 15 такмичара (3 мушкарца и 12 жена) који су се такмичили у 10 дисциплина (3 мушке и 7 женских).,
На овом првенству Јамајка је по броју освојених медаља заузела 12. место са 3 освојене медаље (1 златна и 2 бронзане). Поред тога оборен је 1 национални и 4 лична рекорда.
У табели успешности према броју и пласману такмичара који су учествовали у финалним такмичењима (првих 8 такмичара) Јамајка је са 8 учесника у финалу заузела 3. место са 40 бодова.
| Плас. | Земља   | 1. место | 2. место | 3. место | 4. место | 5. место | 6. место | 7. место | 8. место | Бр. финал. | Бод. |
| ----- | ------- | -------- | -------- | -------- | -------- | -------- | -------- | -------- | -------- | ---------- | ---- |
| 3.    | Јамајка | 1        | 0        | 2        | 2        | 1        | 2        | 0        | 0        | 8          | 40   |

## Учесници
| Мушкарци: - Најџел Елис — 60 м - Кристофер Тејлор — 400 м - Роналд Леви — 60 м препоне | Жене: - Брајана Вилијамс — 60 м - Шерика Џексон — 60 м - Стефени Ен Макферсон — 400 м, 4 х 400 м - Ронејша Мекгрегор — 400 м, 4 х 400 м - Natoya Goule — 800 м - Британи Андерсон — 60 м препоне - Данијела Вилијамс — 60 м препоне - Џанијев Расел — 4 х 400 м - Тифани Џејмс — 4 х 400 м - Џунел Бромфилд — 4 х 400 м - Кимберли Вилијамс — Троскок - Даниел Томас-Дод — Бацање кугле |

## Освајачи медаља (3)

### Злато (1)
- Џунел Бромфилд 
 Џанијев Расел 
 Ронеиша Макгрегор 
 Стефани Ен Макферсон — 4х400 м

### Бронза (2)
- Стефени Ен Макферсон — 400 м
- Кимберли Вилијамс — Троскок

## Резултати

### Мушкарци
| Атлетичар        | Дисциплина   | Лични рекорд | Квалификације | Квалификације | Полуфинале           | Полуфинале           | Финале               | Финале               | Детаљи |
| Атлетичар        | Дисциплина   | Лични рекорд | Резултат      | Место         | Резултат             | Место                | Резултат             | Место                | Детаљи |
| ---------------- | ------------ | ------------ | ------------- | ------------- | -------------------- | -------------------- | -------------------- | -------------------- | ------ |
| Најџел Елис      | 60 м         | 6,72         | 6,64(.638) КВ | 3. у гр. 2    | 6,65(.641)           | 5. у гр. 1           | Није се квалификовао | 14 / 43 (50)         |        |
| Кристофер Тејлор | 400 м        | 44,79        | 46,48 КВ      | 2. у гр. 5    | Није завршио трку    | Није завршио трку    | Није се квалификовао | Није се квалификовао |        |
| Роналд Леви      | 60 м препоне | 7,49         | 7,75(.744)    | 5. у гр. 6    | Није се квалификовао | Није се квалификовао | Није се квалификовао | 28 / 44 (46)         |        |

### Жене
| Атлетичарка          | Дисциплина   | Лични рекорд | Квалификације   | Квалификације | Полуфинале            | Полуфинале            | Финале                | Финале       | Детаљи |
| Атлетичарка          | Дисциплина   | Лични рекорд | Резултат        | Место         | Резултат              | Место                 | Резултат              | Место        | Детаљи |
| -------------------- | ------------ | ------------ | --------------- | ------------- | --------------------- | --------------------- | --------------------- | ------------ | ------ |
| Брајана Вилијамс     | 60 м         | 7,09         | 7,06 КВ, ЛР     | 1. у гр. 6    | 7,08(.080) КВ         | 1. у гр. 3            | 7,04(.039) ЛР         | 5 / 46 (47)  |        |
| Шерика Џексон        | 60 м         | 7,12         | 7,16 КВ         | 2. у гр. 5    | 7,08(.077) кв, ЛР     | 3. у гр. 1            | 7,04(.040) ЛР         | 6 / 46 (47)  |        |
| Стефени Ен Макферсон | 400 м        | 49,34        | 51,86 КВ        | 2. у гр. 5    | 51,26 КВ, ЛРС         | 1. у гр. 1            | 50,79 НР, ЛР          |              |        |
| Ронејша Мекгрегор    | 400 м        | 50,02        | 52,89           | 4. у гр. 1    | Није се квалификовала | Није се квалификовала | Није се квалификовала | 16 / 28      |        |
| Natoya Goule         | 800 м        | 1:56,15      | 2:01,65 КВ      | 1. у гр. 1    |                       |                       | 2:01,18               | 4 / 17 (18)  |        |
| Британи Андерсон     | 60 м препоне | 7,82         | 8,10(.091) КВ   | 3. у гр. 6    | 7,85(.842) КВ         | 2. у гр. 1            | 7,96                  | 4 / 41 (45)  |        |
| Данијела Вилијамс    | 60 м препоне | 7,75         | 8,23            | 6. у гр. 2    | Није се квалификовала | Није се квалификовала | Није се квалификовала | 33 / 41 (45) |        |
| Џунел Бромфилд       | 4 х 400 м    | 3:26,54 НР   | 3:30,91 КВ, НРС | 2. у гр. 2    |                       |                       | 3:28,40 НРС           |              |        |
| Џанијев Расел        | 4 х 400 м    | 3:26,54 НР   | 3:30,91 КВ, НРС | 2. у гр. 2    |                       |                       | 3:28,40 НРС           |              |        |
| Ронејша Мекгрегор    | 4 х 400 м    | 3:26,54 НР   | 3:30,91 КВ, НРС | 2. у гр. 2    |                       |                       | 3:28,40 НРС           |              |        |
| Стефени Ен Макферсон | 4 х 400 м    | 3:26,54 НР   | 3:30,91 КВ, НРС | 2. у гр. 2    |                       |                       | 3:28,40 НРС           |              |        |
| Тифани Џејмс*        | 4 х 400 м    | 3:26,54 НР   | 3:30,91 КВ, НРС | 2. у гр. 2    |                       |                       | 3:28,40 НРС           |              |        |
| Кимберли Вилијамс    | Троскок      | 14,69 о      |                 |               |                       |                       | 14,62 ЛРС             |              |        |
| Даниел Томас-Дод     | Бацање кугле | 19,55 о      | 19,12 ЛРС       | 6 / 15        |                       |                       |                       |              |        |

- Такмичарка у штафети обележена звездицом је трчала у квалификацијама